# Julia, oder die Gemälde
„Julia, oder die Gemälde“ (Untertitel: Scenen aus dem Novecento) ist ein unvollendeter Roman des deutschen Schriftstellers Arno Schmidt. Die Erstausgabe erschien 1983 postum als Fragment aus dem Nachlass im DIN-A 3-Format als Typoskript, herausgegeben von der Arno-Schmidt-Stiftung, im Haffmans Verlag.

## Entstehung
Mit der Materialsammlung begann Schmidt 1976; der Beginn der Niederschrift ist auf den frühen Morgen des 10. Februar 1979 zu datieren. Die letzte Zeile wurde am 30. Mai selben Jahres geschrieben. Am Morgen des 31. Mai 1979 erlitt Schmidt einen Gehirnschlag, an dessen Folgen er am 3. Juni 1979 verstarb. Der letzte von ihm Maschine geschriebene Satz, quasi das Motto seines Lebens, lautet:

„>Iss Fleiß ’ne Tugend?< / (Müßte man erst noch eine andre Frage davorschalten): >Ist Fleiß für Menschen & Tiere eine einfache (Lebens)Notwendigkeit?<“

## Handlung
Die Handlung spielt sich in einem als eine Art Bückeburg bezeichneten Ort im „Fürstenhof“ ab und schildert nur wenige Tage. Heiko Postma sah darin eine Rückkehr zu den Anfängen der Fouqué-Forschung Schmidts, denn jener war hier als junger Offizier stationiert gewesen und zog die Undine aus dem Wasser des Steinhuder Meeres. Es ist sommerliche Ferienstimmung – wie es beim Autor häufiger vorkommt, etwa in seiner Seelandschaft mit Pocahontas – und wir schreiben das Jahr 1979. Der Handlungsbogen sollte ursprünglich bis in den Spätherbst 1990 gezogen werden.
Der Roman, in Dialogform gestaltet, ist nur etwa zu einem Drittel fertiggestellt worden und kann aus dem vorhandenen Material nicht mehr vollständig rekonstruiert werden.
Ein Handlungsstrang, der sich abzeichnet, ist die Liebesgeschichte zu einem Mädchen, das der alternde, herzkranke Leonhard Jhering auf einem „mittelguten“ Gemälde von Jan Mytens (1614–1670) im Schloss erblickt. In Jhering sind viele Züge des Autors als alter ego eingearbeitet worden; der Name wird in der beigefügten Personenliste als Pseudonym gekennzeichnet (Jhering hat denselben Geburtstag, ist dabei aber um 110 Jahre älter als Schmidt und weist gleiches verfasserisches Schriftwerk auf). Alle auf der Liste aufgeführten Personen erhalten ihre Charakteristik durch die Angabe ihrer jeweiligen Lektüre. Bei Jhering alles (Un-)Mögliche, speziell wird Band 3 des Pfennig=Magazins von 1835 aufgeführt. Der alternde Schriftsteller (65 oder „Herr von ’64 000 Tag’’n“) logiert im Hotel Fürstenhof zusammen mit der Familie Kühne – Vater Karl, Mutter Hedwig und Sohn Nino. Mit von der Partie sind der theologisierende Studienrat Ekkehard Rauch, der sehr gebildet ist, und die feministische Sekretärin Sheila Wangel, der auffällige Reptilienattribute mitgegeben werden. Es wird z. B. in gepflegtem Ambiente gefrühstückt und ein Bootsausflug auf dem Steinhuder Meer unternommen. Nino, sehr begeistert von seinem Taschenrechner, berechnet Logarithmen – die alte Marotte des Autors, der die von ihm erstellte Tafel anfangs als sein Lebenswerk ansah. Während der Freizeit wird unter anderem das Schloss besichtigt. Dort findet ein Treffen mit dem als „Castellan“ titulierten Schlossführer (75) statt. Seine Lektüre wird mit Lorber angegeben. Im Schloss trifft Jhering auf die Titelfigur Julia, die in Gestalt eines etwa zehnjährigen Mädchens auf einem Gemälde der „vier oranischen Schwestern“ zu sehen ist. Im Verlauf der Handlung verlässt diese ihr Bild und ist unsichtbar anwesend.
Zum Schluss des Buches sollte Jhering mit ihr zusammen zurück in das Bild entschwinden und sich dort mit ihr als Gemälde verewigt zeigen. Eine Umkehrung der in Tina oder über die Unsterblichkeit dargestellten These, dass auf der Erde schriftliche Spuren Hinterlassende nicht endgültig sterben können. Vor dem Schloss trifft man auf eine 15-Jährige, „1001“ genannte Liebhaberin der Märchensammlung von Tausendundeine Nacht. Das gibt dem Autor die Gelegenheit, ausgiebig die verschiedenen Ausgaben und Übersetzungen der Märchensammlung zu kommentieren. Der Autor macht in diesem Buch weitere literarischen Aufwartungen; zu den bekannteren gehört H. P. Lovecraft – auch er von Tausendundeine Nacht beeinflusst –, aber auch der nahezu vergessene Friedrich Thesmar.

## Rezeption
Eine Wende in der Würdigung des Spätwerkes von Schmidt leitete Stefan Voigt ein. Seine These von der Drehwende des Frühwerkes als Versuch, Wirkliches zu beschreiben, hin zur freien Konstruktion des Wirklichen, die nur noch literarischen Kriterien genügen muss, hat einen weiten Blick auf das Werk eröffnet.

## Weblink
- Alexis Eideneier: Täuschung, Lüge, Illusion. Rezension zu Stefan Voigt: In der Auflösung begriffen. Erkenntnismodelle in Arno Schmidts Spätwerk. Aisthesis Verlag, Bielefeld 1999, ISBN 3-89528-239-1. auf: literaturkritik.de